# تفجيرات كربلاء 2007
تفجيرات كربلاء 2007 هي سلسلة من التفجيرات التي وقعت في كربلاء، العراق في أبريل 2007.

## تفجير مسجد الإمام الحسين
في 14 أبريل / نيسان، قُتِل على الأقل في تفجير انتحاري في كربلاء، وأُصيب أكثر من 160 شخصًا. فجّر المهاجم نفسه في محطة حافلات مزدحمة في المدينة بالقرب من مرقد مقدس لدى المسلمين الشيعة، حوالي الساعة 9:15 صباحًا.

## تفجير مسجد حضرة عباس
انفجرت سيارة مفخخة أمام مرقد الإمامين الشيعيين ، العباس بن علي ، في 28 أبريل / نيسان. أسفر التفجير عن مقتل 68 شخصًا على الأقل وإصابة نحو 170 آخرين في مدينة كربلاء العراقية. وقع التفجير بالقرب من المسجد ذي القبة الذهبية. تُعتبر كربلاء ثاني أهم مدينة مقدسة لدى الشيعة. صرّح مسؤولون أمنيون بأن السيارة المفخخة كانت متوقفة بالقرب من حاجز إسمنتي يهدف إلى إبعاد حركة المرور عن مرقدي الإمامين العباس والحسين، اللذين يجذبان آلاف الحجاج الشيعة من إيران و دول أخرى.